# Massacre de Mannar em 1984
O massacre de Mannar em 1984 foi o assassinato de 200+ civis da minoria tâmil do Sri Lanka por soldados do Exército do Sri Lanka na cidade de Mannar, noroeste do Sri Lanka, em 4 de dezembro de 1984. O ataque foi desencadeado quando três jipes do Exército atingiram uma mina terrestre, matando um soldado. Em retaliação, pontos de referência como o Hospital Central, os correios, um convento católico romano, bem como moradores que trabalhavam em arrozais e passageiros de ônibus foram atacados. Aldeias ao redor da cidade de Mannar, como Murunkan e Parappankadal, também foram atacadas. Imediatamente após o incidente, o então presidente do Sri Lanka, J. R. Jayawardene, nomeou uma comissão presidencial de inquérito. Um padre católico romano local, Mary Bastian, que era membro da comissão presidencial, foi morto em janeiro de 1985. Um ministro metodista George Jeyarajasingham, que era testemunha do incidente, também foi morto em dezembro de 1984.